# Nabłonek wielowarstwowy
Nabłonek wielowarstwowy – typ tkanki nabłonkowej. Składa się z kilku warstw komórek. Nie mają one kontaktu z błoną podstawną, z wyjątkiem najgłębszej warstwy. Wierzchnie warstwy tego nabłonka (złożone ze spłaszczonych komórek) stale się złuszczają, a ich miejsce zajmują komórki pochodzące z warstw głębszych. Najgłębszą warstwę stanowią komórki leżące na błonie podstawnej, mające zdolność do podziałów. Pomiędzy nimi znajdują się komórki macierzyste, dzięki którym zasób komórek nabłonka jest stale uzupełniany.
Nabłonek pełni funkcję ochronną, zapobiegając mechanicznym i termicznym uszkodzeniom tkanek leżących głębiej. Chroni je także przed czynnikami chorobotwórczymi (np. bakteriami, pierwotniakami) i przed wyschnięciem. 
Dzieli się na:
- nabłonek wielowarstwowy płaski rogowaciejący – powierzchniową warstwę tworzą komórki płaskie, zrogowaciałe, zawierające dodatkowo keratynę nieprzepuszczalną dla wody i wzmagającą właściwości ochronne nabłonka, a także jego wytrzymałość mechaniczną (pokrywa powierzchnię ciała, zwany jest w tym wypadku naskórkiem, a także brodawki nitkowate języka);
- nabłonek wielowarstwowy płaski nierogowaciejący – podobny do poprzedniego, nie zawiera jednak warstwy rogowej na powierzchni (pokrywa jamę ustną, gardło, przełyk, pochwę, odbyt i przednią powierzchnię rogówki);
- nabłonek wielowarstwowy sześcienny – składa się z trzech warstw komórek sześciennych (wyścieła cewkę moczową męską oraz większe przewody wyprowadzające);
- nabłonek wielowarstwowy walcowaty – utworzony z kilku warstw komórek, z których najbardziej wierzchnie są komórki walcowate ( wyścieła ślinianki, gruczoły potowe i spojówkę).